# جشنواره فیلم میلواکی
جشنواره فیلم میلواکی (انگلیسی: Milwaukee Film Festival) یک جشنواره عمومی فیلم سالیانه است که از سال ۲۰۰۹ عمدتاً در س‍پتامبر و اکتبر هر سال در میلواکی
بزرگ‌ترین شهر ایالت ویسکانسین و سی‌امین شهر پرجمعیت ایالات متحده آمریکا برگزار می‌شود. این رویداد سینمایی پس از تعطیلی جشنواره بین‌المللی فیلم میلواکی در سال ۲۰۰۹ تأسیس شد. این جشنواره از پنجشنبه چهارم ماه سپتامبر آغاز می‌شود و به مدت ۱۵ روز ادامه دارد.
در سال ۲۰۱۵، ۳۰۴ فیلم از بیش از ۵۰ کشور در ۵ پردیس سینمایی میلواکی با نزدیک به ۷۱۰۰۰ مخاطب به نمایش درآمد. جشنواره فیلم میلواکی پنجمین جشنواره بزرگ فیلم در ایالات متحده از نظر مخاطب، تعداد فیلم‌های نمایش داده شده و مدت زمان جشنواره است.